# گودامپ
گودامپ (به لاتین: Goudomp) یک منطقهٔ مسکونی در سنگال است که در بخش گودامپ واقع شده‌است. گودامپ ۱۳٬۳۹۴ نفر جمعیت دارد.